# Czövek Erna
Czövek Erna (Orsova, 1899. december 22. – Budapest, 1983. március 30.) magyar zenetanár. Sokat tett a hazai zeneoktatás modernizálásáért, előkészítette a vidéki zeneiskola-hálózat államosítását. A magyar zongoraoktatás egyik legjelesebb tanáregyénisége, akinek tevékenységét az elődök és a hagyományok tisztelete, valamint az új dolgok felkarolása jellemezte.

## Élete
Tanulmányait 1916 és 1924 között a Fővárosi Felsőbb Zeneiskolában végezte Földessyné Hermann Lula és Kacsóh Pongrác növendékeként. 1920-tól egészen 1947-ig a Fővárosi Zenetanfolyam zongoratanára volt. 1947–1950 között a Vallás- és Közoktatásügyi Minisztérium, majd a Népművelési Minisztérium zenei előadója volt, ahol feladata a vidéki állami zeneiskolai szervezet felállítása volt. A Magyar Pedagógus Szakszervezet zenei tagozatának megszervezője. 
1950–52-ben a budapesti Bartók Béla Zenei Szakiskola zongora- és szolfézstanára, majd 1956-tól 1962-ig a Fővárosi Zeneiskola Szervezet 1. sz. körzetének igazgatója lett. Legismertebb tanítványai Csalog Gábor és Szokolay Balázs. A főváros után 1968-ig élete utolsó szakaszának színhelyén, Budakeszin vezette a zeneiskolát.
1945 után a tömegzenei nevelés, az új típusú zeneoktatás egyik élharcosává vált. Sokat tett a hazai zeneoktatás modernizálásáért, előkészítette a vidéki zeneiskolai hálózat államosítását.

## Főbb művei
- Zongora Ábécé Budapest, 1946.
- Útmutatás a Zongora Ábécé tanításához (Bp., 1948)
- Útmutató a Zongora-iskola I. (zongoraábécé) füzetének tanításához (Bp., 1957)
- Útmutató a Zongoraiskola 1. kötetéhez (Bp., 1966)
- Emberközpontú zenetanítás – a zongoratanár szemszögéből. Budapest, 1975. Zeneműkiadó. ISBN 9633301300 (2. kiad. 1979)

## Díjai, elismerései
- Kiváló Munkáért (1949)
- Szocialista Kultúráért (1953)
- Az Oktatásügy Kiváló Dolgozója
- Munka Érdemrend, arany fokozat

## Emlékezete
- Budakeszin nevét viseli a Czövek Erna Alapfokú Művészeti Iskola